# Hyllus succini
Hyllus succini är en spindelart som först beskrevs av Alexander Petrunkevitch 1942.  Hyllus succini ingår i släktet Hyllus och familjen hoppspindlar. Inga underarter finns listade i Catalogue of Life.